# 百瀬夢奏
百瀬 夢奏（ももせ ゆめな、2010年3月2日 - ）は、日本のファッションモデル、タレント、女優（元子役）である。旧芸名は飯尾夢奏。
東京都出身。Space Craft Models所属。

## 略歴
2015年、小学館『ぷっちぐみ』のモデル（ぷっちモデル）として活動を始める。同年からBS日テレの『それいけ!アンパンマンくらぶ』に出演。以後、モデルや子役として活動。
2021年より2023年まで『ニコ☆プチ』のモデルとして活動。
2022年に公開された映画『ラストサマーウォーズ』では、主人公・陽太が片思いしている同級生・明日香を演じた。
2023年7月から放送されたP&Gジャパン「レノア クエン酸in超消臭」のCMでは、『ゲゲゲの鬼太郎』のキャラクターに扮した西畑大吾（鬼太郎役）や大悟（ねずみ男役）と共にねこ娘役として出演して注目を集めた。
2023年9月、芸名を飯尾夢奏から百瀬夢奏に変更。

## 出演

### テレビドラマ
- いつかこの恋を思い出してきっと泣いてしまう（2016年1月18日 - 3月21日、フジテレビ）市村小夏（幼少期）役
- 毒島ゆり子のせきらら日記（2016年4月21日 - 6月23日、TBS）毒島ゆり子（幼少期）役
- せいせいするほど、愛してる（2016年7月12日 - 9月20日、TBS）栗原未亜（幼少期）役
- 砂の塔〜知りすぎた隣人（2016年10月14日 - 12月16日、TBS）橋口美央 役
- Love or Not（2017年7月19日 - 9月27日、フジテレビ）広澤真子（幼少期）役
- 名刺ゲーム 第4話（2017年12月23日、WOWOW）
- コード・ブルー ドクターヘリ緊急救命 もう一つの日常（2018年7月24日、フジテレビ）白井佳奈 役
- 黄昏流星群-人生折り返し、恋をした-（2018年10月11日 - 12月13日、フジテレビ）瀧沢美咲（幼少期）役
- 魔法×戦士 マジマジョピュアーズ! 第30話（2018年10月21日、テレビ東京）白雪リン（幼少期）役
- 獣になれない私たち 第8話（2018年11月28日、日本テレビ）陽太の娘 役
- メゾン・ド・ポリス 第2話（2019年1月18日、TBS）森元香澄 役
- トレース〜科捜研の男〜 第3話（2019年1月21日、フジテレビ）
- 神ちゅーんず 〜鳴らせ!DTM女子〜 第9話（2019年6月2日、朝日放送テレビ）十倉凛（幼少期）役
- ひみつ×戦士 ファントミラージュ! 第28話（2019年10月13日、テレビ東京）明日海サキ（幼少期）役

### ウェブドラマ
- 花にけだもの（2017年10月30日 - 2018年1月1日、dTV・FOD）熊倉久実（幼少期）役
- 御曹司ボーイズ（2019年、AbemaTV）福原堂椿（幼少期）役

### テレビ番組
- それいけ!アンパンマンくらぶ（2015年度 - 2017年度、BS日テレ）

### 雑誌
- ぷっちぐみ（2015年度 - 2019年度）[1]
- ニコ☆プチ（2021年2月号 - 2023年6月号）専属モデル

### CM
- ユニバーサル・スタジオ・ジャパン（USJ）
- ノバルティスファーマ
- 富士住建「おかえりなさい」篇
- 花王
- 亀田製菓
- ヤマハ「インテリアピアノ」
- こどもちゃれんじ
- P&Gジャパン「レノア」（2023年）ねこ娘 役[5]

### 映画
- ラストサマーウォーズ（2022年）ヒロイン・高梨明日香 役

### ミュージックビデオ
- Awesome City Club「またたき」（2021年）